# 타하팔 (카보베르데)

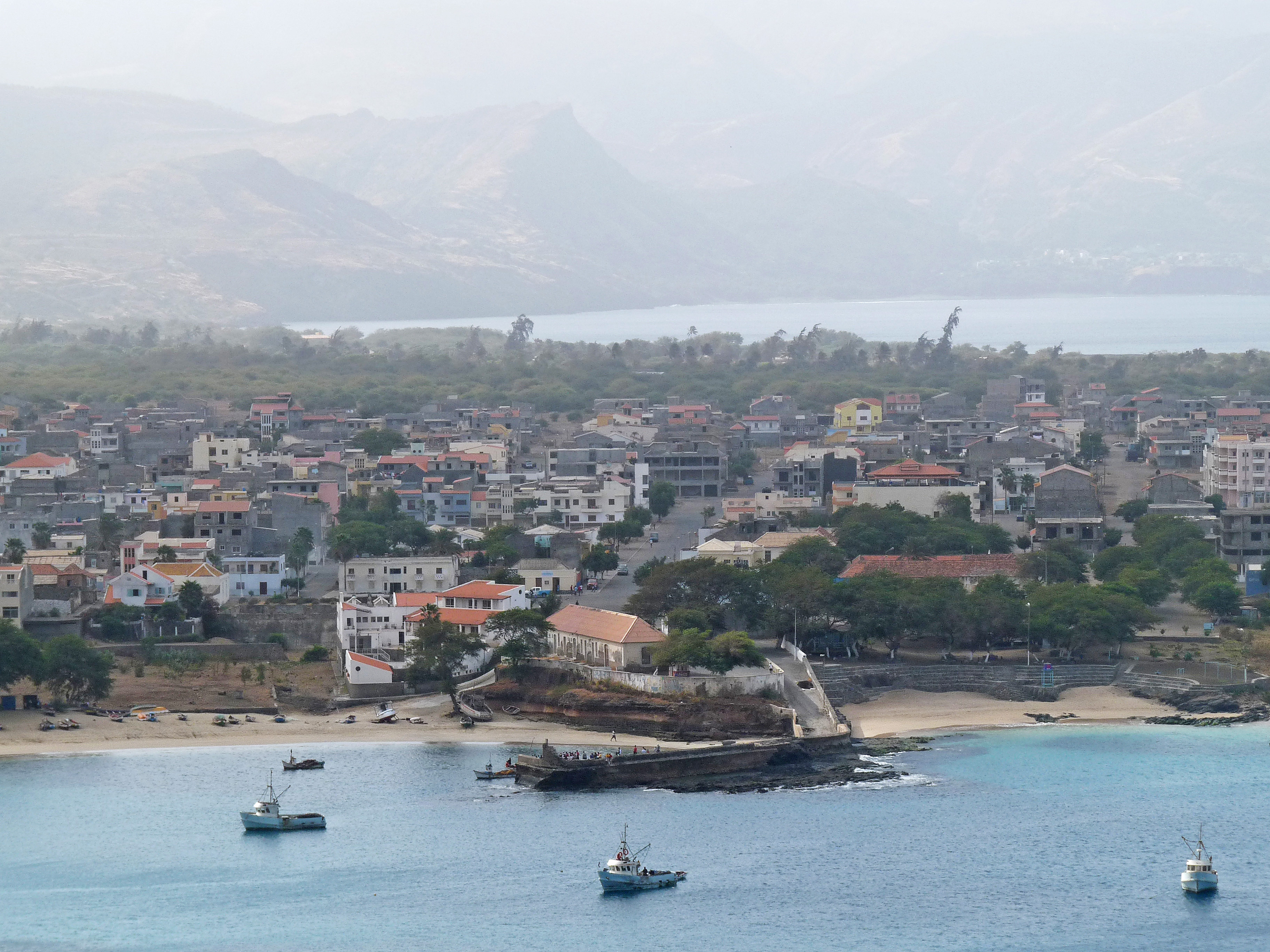
타하팔

타하팔(포르투갈어: Tarrafal)은 카보베르데 산티아구섬 북부 연안에 위치한 항구 도시로 인구는 6,656명(2010년 기준)이다. 행정 구역상으로는 타하팔시에 속한다. 아소마다와 프라이아, 칼례타드상미겔과 페드라바데주를 연결하는 도로가 만나는 곳이다.